# Core Embedded Linux Project
Core Embedded Linux Project (CELP) は Linux Foundation傘下のプロジェクトの一つ。

## 概要
組込みデバイス機器でのオープンソースのプラットフォームとして Linux の利用を推進している。

### ミッション
Core Embedded Linux Projectのミッションは、ベンダー中立な場所を提供して、コア組み込みLinux技術を議論し確立することである。

### 歴史
- 2011年に Linux Foundation 内で CE Workgroup が設立
- 2016年に Core Embedded Linux Projectに名前を変更